# لشکر ۹۱ گالیل
لشکر ۹۱ گالیل (انگلیسی: 91st Division) یا لشکر جلیل لشکر پیاده‌نظام زرهی (بازوی ترکیبی) نیروی زمینی اسرائیل و تحت امر فرماندهی شمالی است، که در سال ۱۹۷۳ تأسیس شد. 
لشکر ۹۱ گالیل از یک تیپ پیاده (تیپ ۳ الکساندرونی)، یک تیپ زرهی (تیپ ۸ زرهی هاتیفا شمونه)، دو تیپ منطقه‌ای (تیپ ۳۰۰ بارام و تیپ ۷۶۹ هیرام)، یک تیپ توپخانه (تیپ ۷۳۳۸ توپخانه آدیریم) و یک تیپ مهندسی رزمی (گروه ۹۱ مهندسی رزمی گالیل)، همچنین یک گردان اطلاعات رزمی (گردان ۸۶۹ اطلاعات رزمی شهاف) تشکیل شده است. 
لشکر ۹۱ گالیل از یگان‌های سرزمینی است، که مسئولیت جبهه لبنان، از روشن هانیکرا تا جبل‌الشیخ را برعهده دارد. قرارگاه مرکزی این لشکر در منطقه بیرانیت قرار دارد.
این لشکر در جنگ یوم کیپور، جنگ اسرائیل و لبنان، نبرد ۲۰۱۴ اسرائیل و غزه، جنگ غزه، درگیری اسرائیل و حزب‌الله و حمله اسرائیل به لبنان به‌عنوان یگان عمل‌کننده حضور داشت.